# Sklářská stezka Moldava
Sklářská stezka Moldava je naučná stezka vedená převážně lesnatým terénem v katastrálním území Moldava a částečně též Mikulov v Krušných horách. Seznamuje návštěvníka se středověkou historií sklářství v Krušných horách. Její délka činí přibližně 14 kilometrů.

## Trasa a náplň stezky
Rok vzniku stezky žádný z dostupných pramenů neuvádí. Byla vybudovaná za finanční pomoci projektu Phare. Na jejím vzniku se podílely Ústav archeologické památkové péče severozápadních Čech, Obec Moldava a Klub českých turistů. Stezka nemá ani značením, ani podobou informačních tabulí charakter klasické naučné stezky. Značena je kartonovým papírem se symbolem středověké číše přitlučeným na stromy, na části trasy též červeno-bílým (nikoliv zeleným, jak bývá u naučných stezek obvyklé) šikmým značením. V létě je zprůchodněna zahradní technikou, která seče vysoký travní porost.
Podnětem k vybudování stezky byly objevy archeologických pozůstatků pěti sklářských hutí pravděpodobně ze 14. a 15. století, nalezené postupně v průběhu 60.–90. let 20. století. V letech 1977–1990 se v prostoru sklářské huti I prováděl archeologický výzkum. Trasa má úvodní informační tabuli a dalších pět informačních tabulí v prostoru jednotlivých skláren.
Stezka vychází od rozcestí Moldava-pomník a mine postupně místa všech pěti skláren. Sklárna Moldava V byla v letech 1991–1992 rekonstruována a v roce 1992 v ní byla provedena experimentální tavba. Trasa stezky míjí pramen Moldavského potoka a nádraží v Mikulově-Novém Městě a Moldavě. Z  rozcestníku Pod Vitiškou lze odbočit na zelenou nebo červenou turistickou značku. 

## Galerie

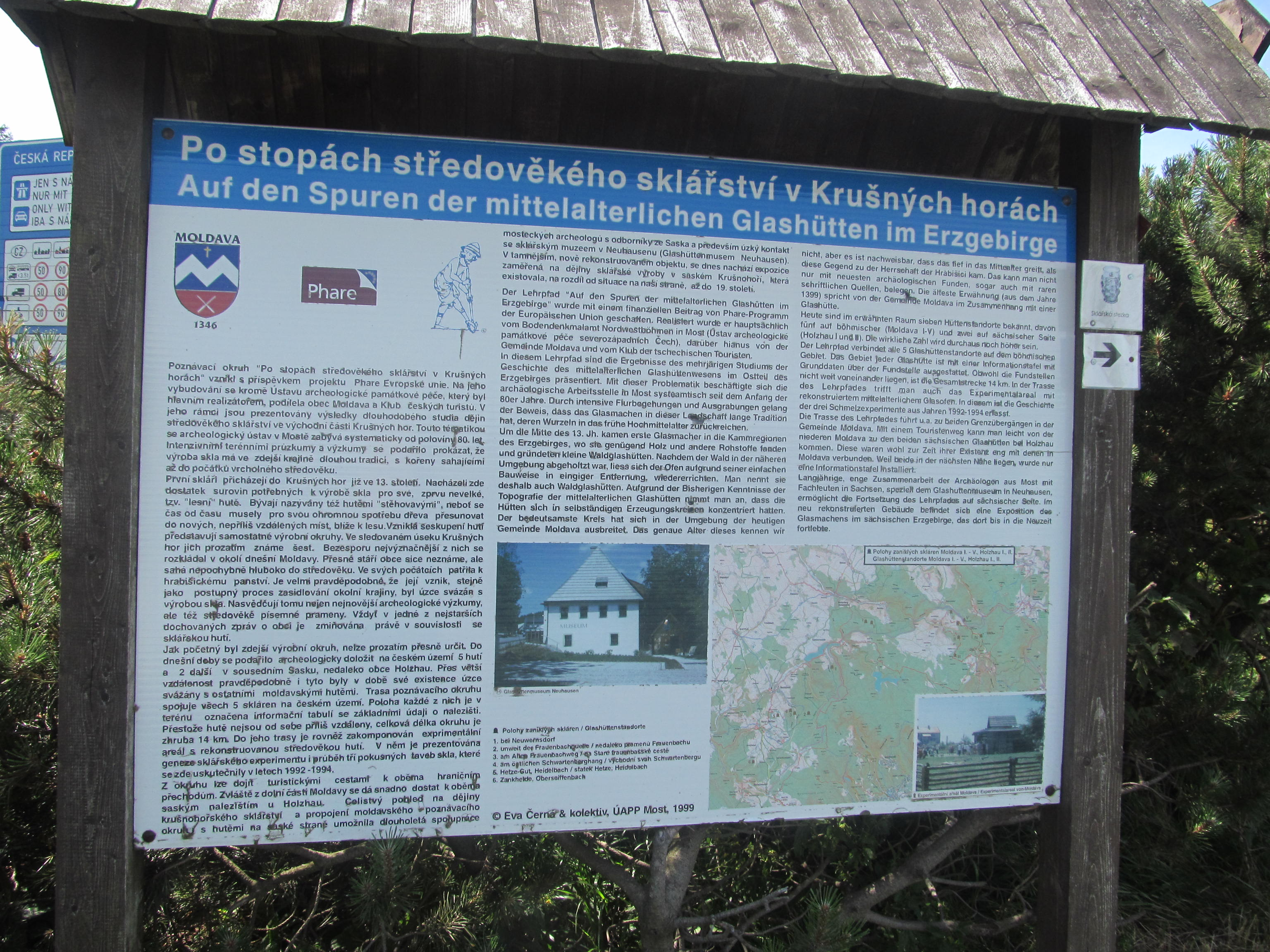
Tabule u východiště stezky
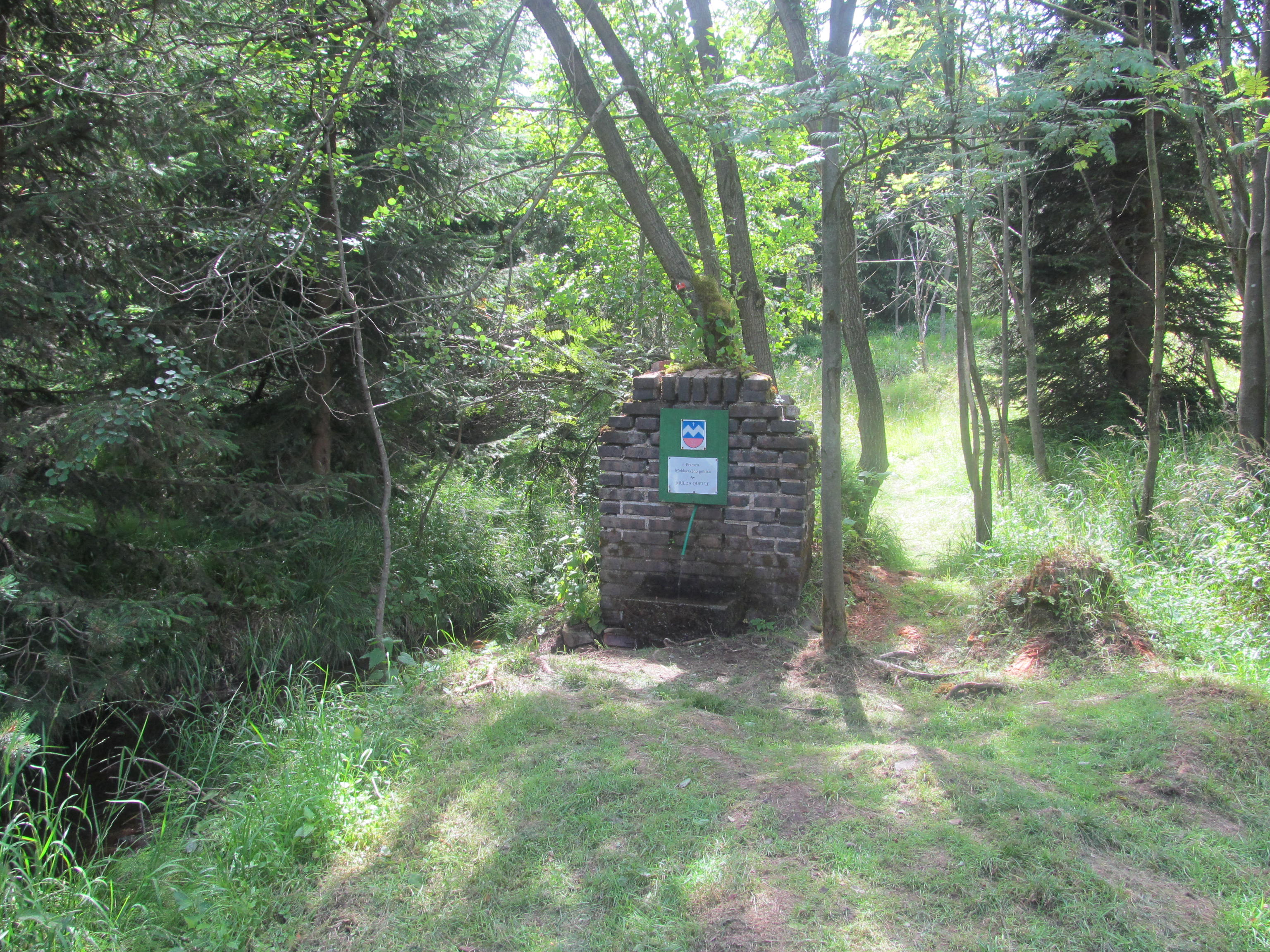
Pramen Moldavského potoka
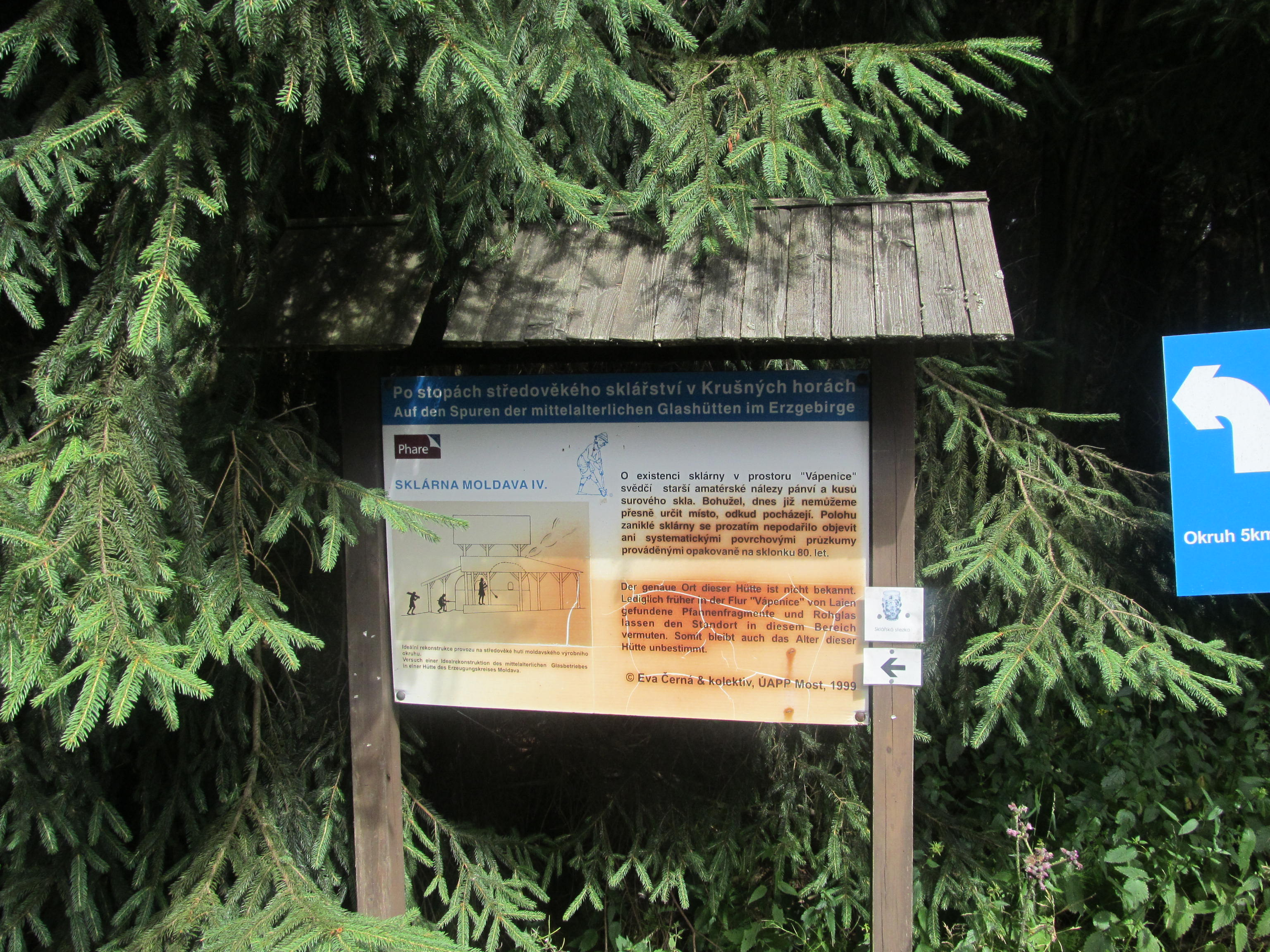
Tabule pro sklářskou huť Moldava IV na rozcestí Pod Vitiškou
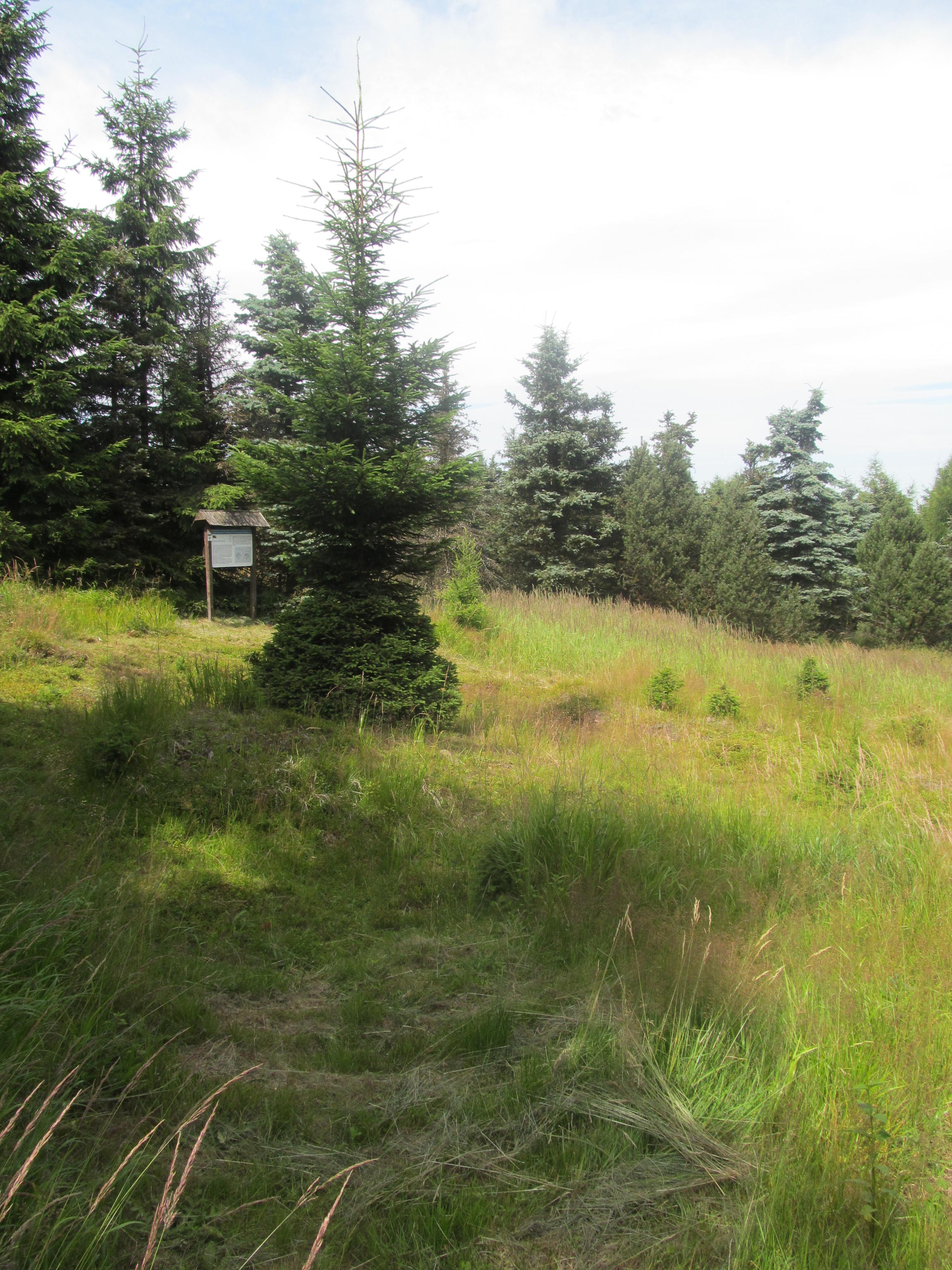
Stanoviště sklářské huti Moldava II
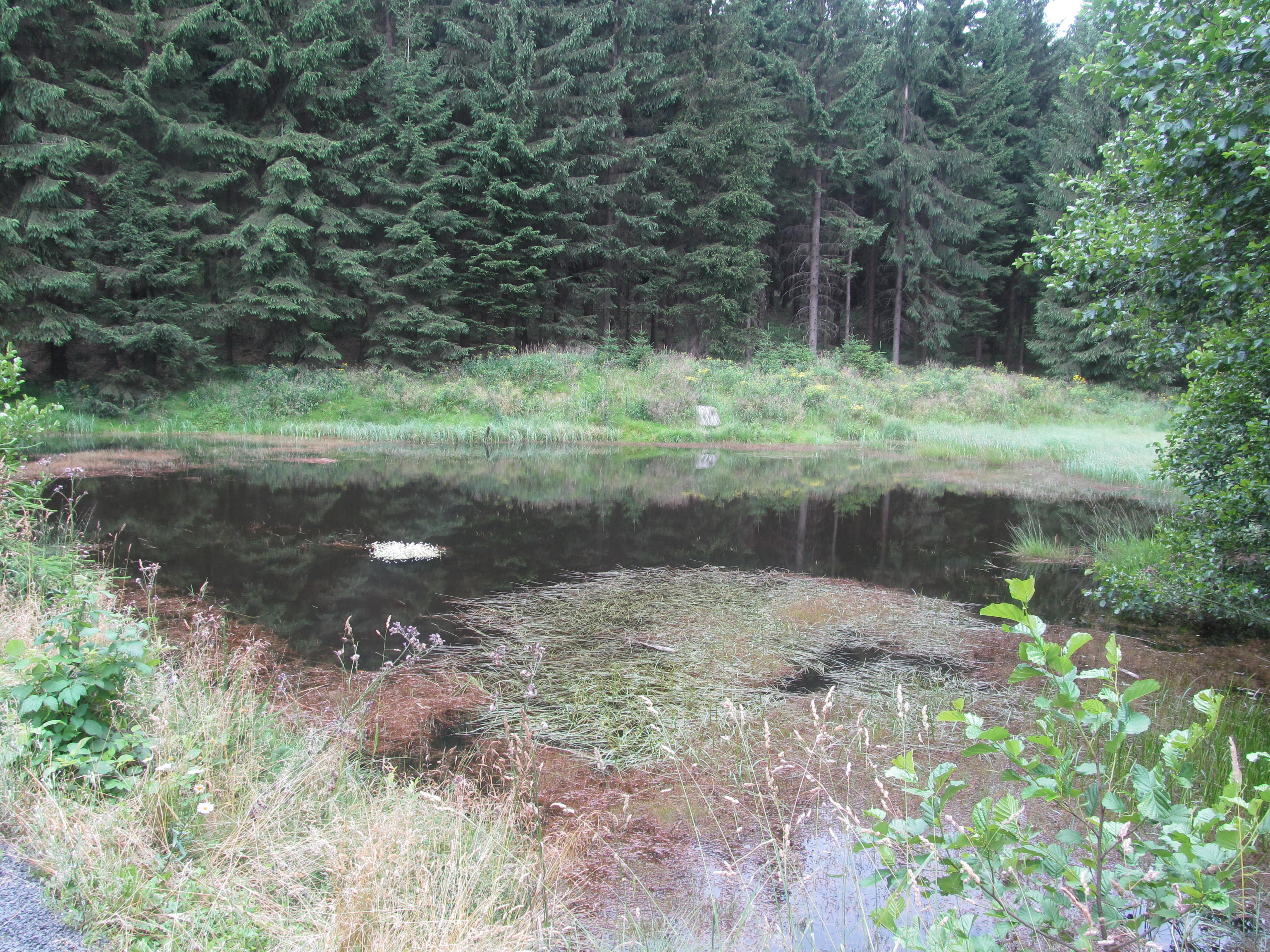
Rybníček při na trase stezky
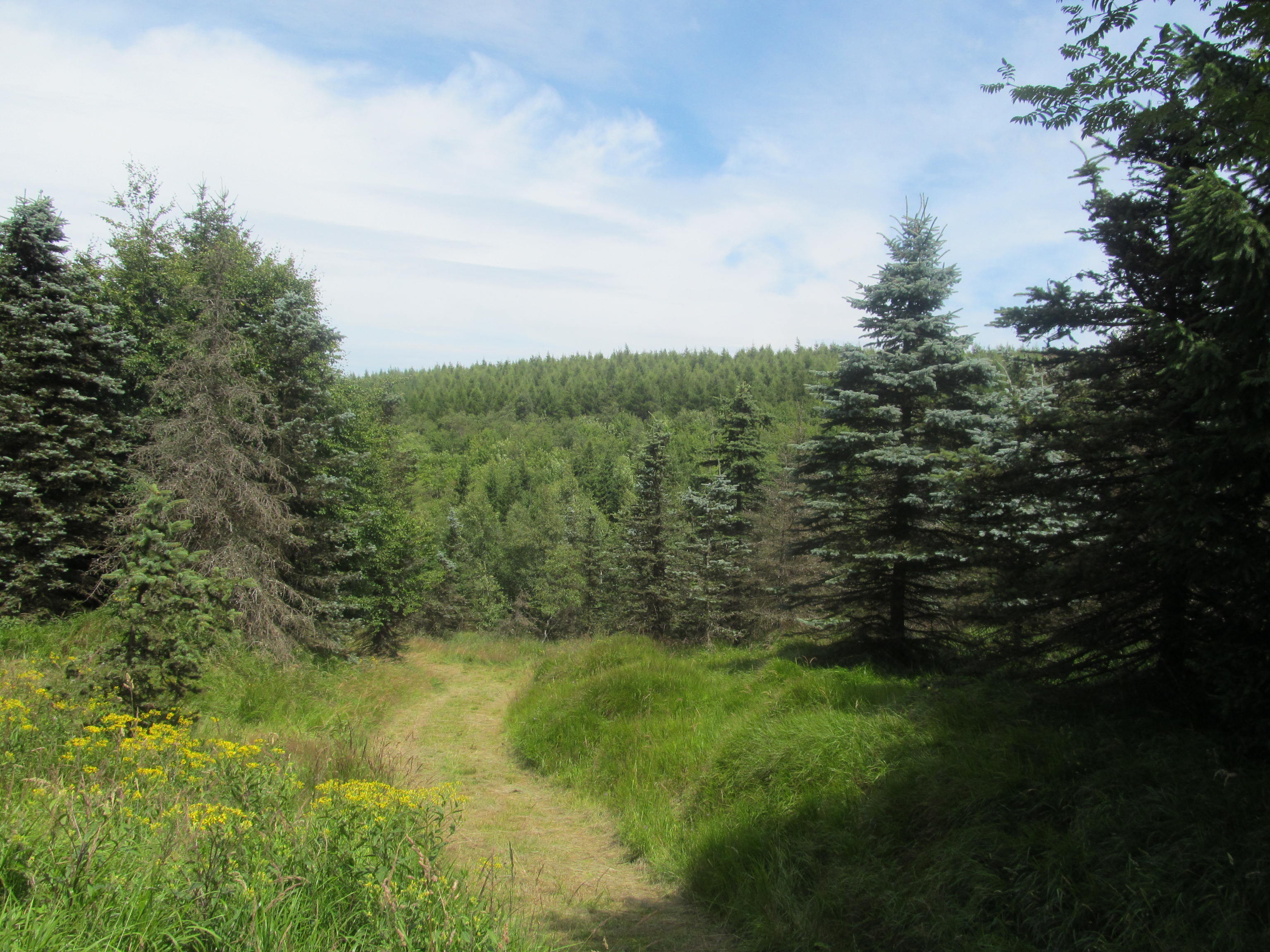
Lesnatá partie na trase stezky